# Sternsensor
Sternsensoren oder Star Tracker (engl. Stern-Verfolger) sind optische Messinstrumente auf Basis von CCD- und anderen optoelektronischen Sensoren. Sie dienen zur Suche und (genäherten) Richtungsmessung nach hellen Gestirnen und werden u. a. in folgenden Bereichen eingesetzt:
- Raumfahrt (s. u.)
- Astrometrie und technische Physik (grobe Orientierung größerer Instrumente im Raum)
- Geodäsie (Suchroutinen in der Astrogeodäsie, Orientierung von Geschützen usw.).

## In der Raumfahrt
In der Raumfahrt zählen Sternsensoren zu den wichtigsten Gebern bei Systemen zur Lageregelung und zur Fluglage – GNC (Guidance Navigation and Control Sensors), wobei sie die Lageregelung von Kreiselplattformen kontrollieren und unterstützen können. Sie orientieren sich an hellen Himmelskörpern (Sterne von mindestens 1. Größe).
Moderne Sternsensoren gehen zurück auf die Entwicklung des Space Sextanten, der Mitte der 1960er Jahre für das Apollo-Programm entstand und seither eingesetzt wird.
Die Genauigkeit und Automatisierung dieser Astro-Peilmethode wurde u. a. von sowjetischen Kosmonauten in den 1980er Jahren auf der Raumstation Mir erprobt und überprüft, indem sie sie mit einem Space Sextanten durchführten (zu sehen auf den Mir-Ausstellungen in München und Wien, ca. 1995).
Eine etwa seit dem Jahr 2000 bewährte und automatisierbare Vorgehensweise ist:
1. Suche nach der Sonne (z. B. spiralförmig), die möglichst genau im Sichtfeld zentriert wird,
2. Ausrichtung einer der drei Achsen nach der Sonne,
3. Drehung um diese Achse, bis ein im vorausberechneten Winkel zur Sonne eingestelltes Gestirn im Sichtfeld des Sensors erscheint,
4. Kontrolle dieser (zweideutigen) Peilung durch ein drittes Objekt – entweder einen weiteren Stern 1. Größe oder die Wärmestrahlung der Erde.

Als stellare Objekte für die Schritte 3 und 4 werden traditionell die hellen Sterne Sirius oder Canopus verwendet.

### Neuere Systeme

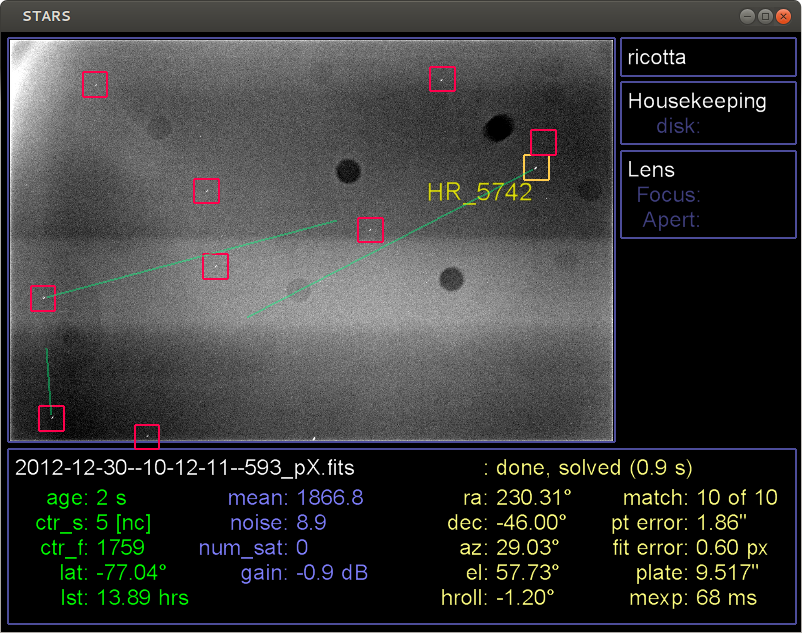
Die STARS Real-Time Star-Tracking-Software verarbeitet eine Aufnahme von EBEX 2012, einem Höhenballon-basierten kosmologischen Experiment, das am 29. Dezember 2012 von der Antarktis aus gestartet wurde

Neuere Systeme können auch nach einem anderen Prinzip arbeiten, indem eine Elektronik die Aufnahmen einer Kamera mit einer gespeicherten Sternenkarte vergleicht und so die Ausrichtung der Kamera im Raum anhand der Sternbilder erkennt (vgl. Abb.). Die Sterne zum Vergleich müssen dafür nicht mehr besonders hell sein.

## Weitere Lagesensoren
Generell kann man folgende Lagesensoren – auch nach der nötigen Empfindlichkeit bzw. dem Spektralbereich – unterscheiden:
- Erdsensoren, die sich an der Erde orientieren (auch im Infrarot möglich),
- Sonnensensoren (sehr unempfindlich, aber schnell),
- Sternsensoren unterschiedlicher Genauigkeit und Lichtempfindlichkeit. Um das Jahr 2000 war die in der Raumfahrt nutzbare Genauigkeit etwa 0,01°, was z. B. für Zwecke der Astrometrie noch um den Faktor 10 bis 100 zu verbessern wäre.[1]